# Omeisaurus
Omeisaurus, do latim "lagarto de Omei")
é um gênero de dinossauros herbívoros e quadrúpedes que viveram no fim do período Jurássico. A primeira espécie descoberta do gênero, O. junghsiensis foi descoberto na China e nomeado oficialmente em 1939.
Os Omeisaurus mediam de 10 a 20 metros de comprimento, dependendo da espécie. De acorco com as estimativas de Gregory S. Paul, Omeisaurus junghsiensis media 14 metros e 4 toneladas, O. maioanus media 15 metros e 5 toneladas, e O. tianfuensis media 18 metros e 8,5 toneladas.

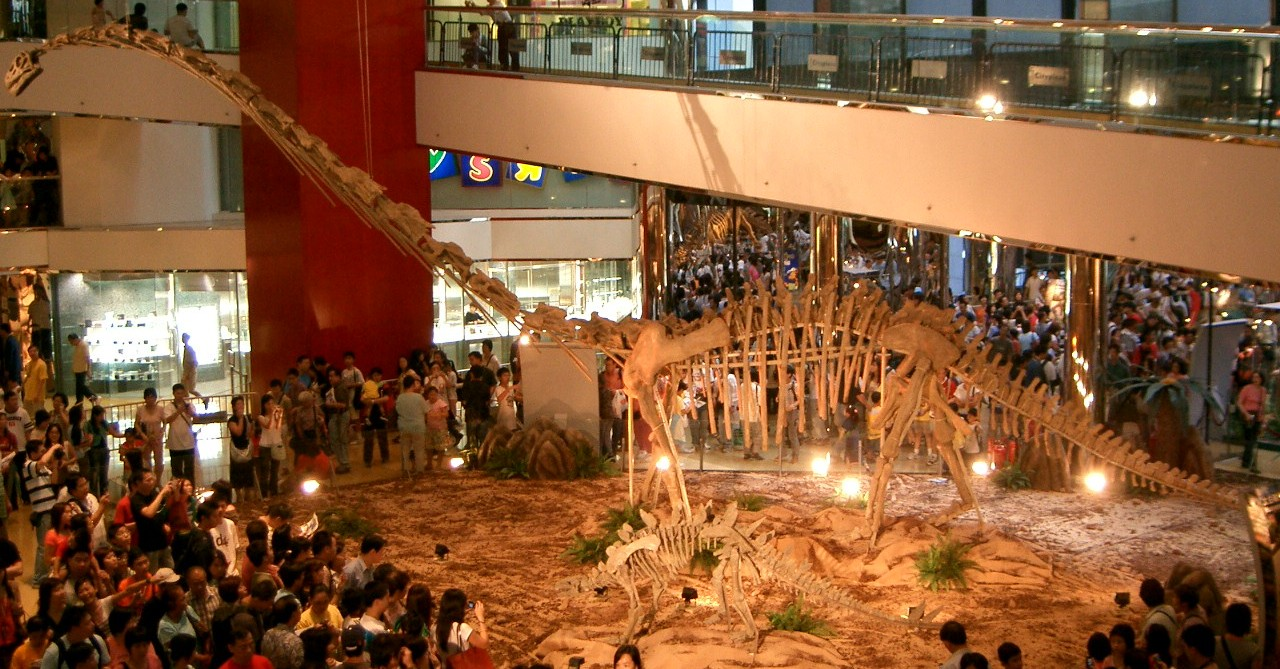
O esqueleto de um Omeisaurus tianfuensis em Hong Kong